# Берзити
Берзитите (също познати като берзити или бърсяци) са заедно с драговитите едно от двете славянски племена, които се установяват в северните части на географската област Македония през VI век.